# Земплинска Тјеплица
Земплинска Тјеплица (слч. Zemplínska Teplica) насељено је мјесто са административним статусом сеоске општине (слч. obec) у округу Требишов, у Кошичком крају, Словачка Република.

## Становништво
| Година:    | 1994. | 2004.   | 2014.    | 2024.    |
| ---------- | ----- | ------- | -------- | -------- |
| Број људи: | 1391  | 1466    | 1641     | 1859     |
| Разлика:   |       | +5,39 % | +11,93 % | +13,28 % |

| Година:    | 2023. | 2024.   |
| ---------- | ----- | ------- |
| Број људи: | 1855  | 1859    |
| Разлика:   |       | +0,21 % |

Према подацима о броју становника из 2011. године насеље је имало 1.559 становника.